# Fear (groupe)
Pour les articles homonymes, voir Fear.
Fear, stylisé FEAR, est un groupe américain de punk hardcore, originaire de Los Angeles, en Californie. 

## Histoire
Le groupe est formé en 1977, mais n'a pas enregistré à ses débuts, à l'exception d'un single en 1978 (Lee Ving a également produit l'album Inside My Brain des Angry Samoans en 1980). Au lieu de cela, le groupe a acquis une certaine notoriété à Los Angeles grâce à un grand nombre de concerts. Ils sont notamment remarqués par l'acteur John Belushi, qui est devenu un fan du groupe et les a aidés à faire une apparition au Saturday Night Live en 1981. Le concert chaotique qui s'y déroule, au cours duquel les fans dansant causent d'importants dégâts matériels, permet à Fear de se faire connaître dans tout le pays. La même année, le groupe apparait dans le documentaire The Decline of Western Civilization. Par la suite, ils obtiennent un contrat d'enregistrement et leur premier album, The Record, sort en 1982.
Par la suite, Lee Ving est de plus en plus actif en tant qu'acteur, notamment dans Flashdance en 1983 et dans Les Rues de feu en 1984, ainsi que dans plusieurs séries télévisées. En 1984, le bassiste Flea quitte le groupe pour se concentrer sur son autre groupe, les Red Hot Chili Peppers. En 1985, un deuxième album est enregistré, mais la séparation a lieu deux ans plus tard.
En 1991, le groupe se reforme et sort l'album live Live...For the Record. En 1993, le guitariste et membre fondateur Philo Cramer et le batteur de longue date Spit Stix quittent le groupe, ce qui entraîne une nouvelle dissolution. En 1995, Lee Ving sort un nouvel album avec trois nouveaux musiciens, dont le bassiste de Zappa Scott Thunes. En 1996, Ving participe au projet MD.45 aux côtés de Dave Mustaine, avec lequel il a enregistré un album. Après deux autres changements de line-up, le dernier album de Fear à ce jour, American Bear, est sorti en 2000. Les deux musiciens Richard Presley et Mando Lopez, qui jouent respectivement de la guitare et de la basse sur cet album, ont rejoint le groupe The Breeders peu après sa sortie.
Le groupe donne des concerts occasionnels dans les années qui suivent avec différentes formations, participe notamment au Warped Tour en 2009 et 2010, et au South by Southwest de 2012. Par ailleurs, un réenregistrement de l'album The Record (1982) est publié fin 2012. 
En 2018, le groupe se reforme avec Cramer et Stix, et ajoute l'ancien bassiste d'AFI Geoff Kresge et le guitariste d'Henchmen Eric Razo.
Au printemps 2022, Fear annonce qu'il avait récupéré les droits d'auteur de The Record auprès de Warner Music et annonce qu'une édition de luxe du 40e anniversaire de l'album sortirait à l'automne.

## Discographie

### Albums studio
- 1982 : The Record
- 1985 : More Beer
- 1995 : Have Another Beer With FEAR
- 2000 : American Beer

### Album live
- 1991 : Live…For The Record